# Georg Dörffel
Georg Dörffel (27 de julho de 1914 - 26 de maio de 1944) foi um oficial alemão que serviu na Luftwaffe durante a Segunda Guerra Mundial. Foi condecorado com a Cruz de Cavaleiro da Cruz de Ferro com Folhas de Carvalho.

## Condecorações
| Nome                                                             | Data                   |
| ---------------------------------------------------------------- | ---------------------- |
| Cruz de Ferro (1939) 2ª Classe                                   | 21 de maio de 1940     |
| Cruz de Ferro (1939) 1ª Classe                                   | 21 de maio de 1940     |
| Distintivo de aviador                                            |                        |
| Distintivo de Voo do Fronte da Luftwaffe em Ouro "1000"          |                        |
| Troféu de Honra da Luftwaffe                                     | 17 de novembro de 1941 |
| Distintivo de Feridos (1939) em Preto                            |                        |
| Medalha da Frente Oriental                                       |                        |
| Cruz Germânica em Ouro                                           | 24 de janeiro de 1942  |
| Cruz de Cavaleiro da Cruz de Ferro                               | 21 de agosto de 1941   |
| Cruz de Cavaleiro da Cruz de Ferro com Folhas de Carvalho nº 231 | 14 de abril de 1943    |